# Michel Djombo
Michel Djombo Balombelly, né en république du Congo, est un entrepreneur et agriculteur, fils de l’homme politique Henri Djombo. Il est président de l’Union patronale et interprofessionnelle du Congo (Unicongo) depuis novembre 2022, et directeur général de CA-Agri, une entreprise spécialisée dans les intrants agricoles. Il a également cofondé la General Trading Company (GTC), active dans la production d’huile de palme écoresponsable au Congo.

## Biographie

### Origines
Michel Djombo est né à Brazzaville en république du Congo. Il est le fils d'Henri Djombo, congolais et ancien ministre de la république et d'une mère russe. Au cours de son parcours scolaire, il passe deux ans à Sofia, en Bulgarie, où son père était ambassadeur (19861988).

### Parcours académique
Michel Djombo obtient en 2005 un bachelor en ingénierie de l’Internet à l’université de l'Essex, au Royaume-Uni, avant de poursuivre sa formation en France sanctionnée en 2007 d'un diplôme d'ingénieur en télécommunications à l'École pour l'informatique et les techniques avancées (EPITA), à Paris,,.

## Carrière et entrepreneuriat
Michel Djombo commence sa carrière dans le secteur de l’informatique bancaire chez BNP Paribas où il travaille pendant cinq ans, de 2007 à 2011. Il démissionne ensuite pour rejoindre OPNET, une entreprise américaine spécialisée dans la fourniture de solutions logicielles et matérielles pour la gestion de réseaux où il travaille de 2011 à 2013. Il prend la décision de rentrer au Congo en 2012 et de s’engager dans le développement agricole. Il est aujourd'hui à la tête de deux entreprises agricoles, dans le Pool et à Dolisie dans le Niari.

### General Trading Company (GTC)
En 2013, Michel Djombo et son frère Arnaud Djombo créent la General Trading Company (GTC). L’entreprise développe une filière d’huile de palme durable dans la région du Pool, sur des terres de savane non forestière, en évitant la déforestation. Ce projet s’inscrit dans la continuité des idées écologiques promues par leur père. Début 2018, GTC commence à transformer son huile de palme brute en savons de lessive. C’est dans cette dynamique qu’est créé le Complexe agropastoral et forestier (Capfor), situé dans le nord-est du Pool, avec pour ambition de prouver qu’il est possible de développer la culture du palmier à huile sans compromettre les écosystèmes forestiers. Issus d’un environnement favorable, leur père, Henri Djombo, étant alors ministre de l’Économie forestière et de l’Environnement, les dirigeants de GTC bénéficiaient d’un cadre propice à cette approche. Implantés en zone de savane, les palmiers du domaine de GTC génèrent 10 tonnes d’huile de moins par hectare comparé à une exploitation en forêt (2019). En contrepartie, les coûts liés à la plantation et à l’entretien y sont jusqu’à huit fois inférieurs.

### CA-Agri
Michel Djombo fonde en 2019 CA-Agri, une société congolaise d’intrants agricoles née d’un partenariat entre GTC qui détient 20 % du capital et le groupe sud-africain VS-Agri, majoritaire avec 80 %,. CA-Agri bénéficie d’une concession accordée par l’État congolais, établie près de Dolisie, dans le département du Niari au sein d’une importante zone de production agricole. CA-Agri y produit et distribue localement des engrais chimiques et organiques ainsi que des produits phytosanitaires, et gère un laboratoire d’analyse de sols. Cette structure contribue à l’amélioration des rendements agricoles et à la professionnalisation du secteur.

## Présidence de Unicongo
En novembre 2022, Michel Djombo est élu président de l’Union patronale et interprofessionnelle du Congo (Unicongo), principale organisation patronale congolaise. Il était président de la fédération consacrée à l’agriculture, à l’élevage et à la pêche. Cette institution, créée en 1958, regroupe en mars 2025 près de 400 entreprises réparties en dix sept fédérations. En 2014, Unicongo représentait plus de 90 % du secteur formel selon vice-président de l'époque, Alphonse Missengui.
Michel Djombo place la redynamisation du dialogue public-privé au cœur de ses priorités à la tête du patronat. Il déplore que les décisions publiques soient trop souvent prises sans concertation préalable avec le secteur privé, ce qui génère des crispations évitables. Pour lui, être écouté en amont des décisions serait déjà un accomplissement majeur. Il entend aussi faire du patronat un acteur de la diversification économique, en encourageant ses membres à passer de l’importation à la production locale.

### Rencontre des entrepreneurs francophones (5eédition)
Unicongo a coorganisé avec l’Alliance des patronats francophones, la 5e édition de la Rencontre des entrepreneurs francophones (REF), qui s'est tenue du 26 au 28 juin 2025 à Brazzaville sur le thème « Francophonie économique : bâtir ensemble une croissance partagée ». À cette occasion, Michel Djombo, président d’Unicongo, a mis en avant la place stratégique de l’Afrique centrale dans l’espace francophone et a appelé à intensifier les échanges économiques entre les régions, notamment entre l’Est et l’Ouest. Devant plus de 2 800 participants issus de 39 pays, il a souligné l’importance construire un espace économique francophone intégré. Placé sous le patronage du président Denis Sassou-Nguesso.